# Westland Tai Poutini
Westland (en. za „Zapadna zemlja”) ili Tai Poutini (maorski), je nacionalni park Novog Zelanda koji se prostire na 1.175 km² od najviših vrhova Južnih Alpi do divlje zapadne obale Južnog otoka. Osnovan je 1960. godine na stogodišnjicu dolaska Europljana u novozelandski distrikt Westland District (regija West Coast Region), na čijem jugu se nalazi.
U NP Westland Tai Poutini nalaze se znameniti ledenjaci Franz Josef (Ka Roimata o Hinehukatere) i Fox (Te Moeka o Tuawe), slikovita jezera i gusta šuma umjerenog pojasa, ali i brojni ostaci rudarskih gradova uz obalu, nastalih tijekom zlatne groznice 1864. – 65. god.; danas gradovi duhova Ōkārito, Five Mile i Gillespies.
Duž glavnog rasjeda (Main Divid) NP Westland Tai Poutini graniči s NP Mount Cook, s kojim, kao i s nacionalnim parkovima Mount Aspiring i Fiordland, čini cjelinu jugozapada Novog Zelanda, područje Te Wahipounamu koje se nalazi na popisu mjesta svjetske baštine u Oceaniji.
Danas park pruža mogućnost lova na jelene, divokoze i planinske koze (Hemitragus), te pristup stjenovitim lovištima helikopterom. Planinarima je na usluzi staza Copland koja vodi uzvodno uz rijeku Karangarua i prolazi pored termalnih izvora Welcome Flat Hut. God. 2010., parku je dodano 4,400 ha, uglavnom područja istočno od lagune Okarito. U ovom području obitava najrjeđa vrsta kivija, kritično ugrožena vrsta sivoglavi kivi.
- Ledenjak Franz Josef 2001. god.
- Ledenjak Franz Josef 2011. god.
- Ledenjak Franz Josef iz zraka
- Ledenjak Fox iz zraka
- Ledenjak Fox u prašumi

## Vanjske poveznice
- Westland Tai Poutini National Park (engl.)

### Ostali projekti
|  | Zajednički poslužitelj ima još gradiva o temi Nacionalni park Westland Tai Poutini |